# تومي كامبل
تومي كامبل (بالإنجليزية: Thomas McMillan Campbell)‏ (20 فبراير 1935 بغلاسكو في المملكة المتحدة - 1 يناير 2018) هو لاعب كرة قدم بريطاني في مركز الهجوم. لعب مع دندي يونايتد ونادي ترانمير روفرز لكرة القدم ونادي كيلمارنوك ونادي دمبرتون ونادي ستنهاوسموير ونادي ألبيون روفرز.